# Čínské performanční umění
Čínské performanční umění odkazuje na formu současného umění, která zahrnuje vytváření živých představení, která jsou často vizuálně ohromující a emocionální. Tento druh umění se objevil v Číně v 80. letech 20. století, kdy umělci začali experimentovat s novými formami vyjádření v reakci na politické a kulturní změny, které v té době v zemi probíhaly.
Často zahrnuje použití umělcova vlastního těla jako média pro vyjádření. Někteří umělci používají svá těla k vytváření fyzických soch nebo instalací, zatímco jiní používají k vyjádření svých myšlenek a emocí pohyb, tanec nebo mluvené slovo. Mnozí čínští umělci do svých děl také začleňují tradiční čínské kulturní prvky, jako je kaligrafie, bojová umění a opera.

## Historie
Historie performančního umění v Číně začíná v 80. letech 20. století, kdy konec kulturní revoluce a politika ekonomických reforem v 70. letech přinesly obnovený vztah se Západem a větší oficiální toleranci, alespoň na čas, k avantgardnímu umění.
V roce 1989, jen několik měsíců před vládním zásahem na náměstí Nebeského klidu, úředníci zatkli několik umělců, jejichž vystoupení bylo součástí výstavy „China Avant-Garde“ v Národním muzeu umění v Pekingu. Na dalších deset let, kdy se rozvíjela méně politicky zatížená malířská hnutí, jako je cynický realismus, se performanční umění dostalo do ilegality.
V 90. letech se čínské performanční umění stalo rozmanitější, umělci do svých děl začleňovali nové technologie, multimédia a kulturní prvky. Mnoho umělců se začalo zabývat otázkami globalizace, konzumerismu a dopadu modernizace na čínskou společnost.

## Kritika
Někteří kritici tvrdí, že čínské performanční umění je příliš zaměřeno na šokování svého obecenstva a postrádá hlubší význam nebo sociální význam. Argumentují také tím, že někteří umělci používají extrémní nebo nebezpečné výkony jako způsob, jak získat pozornost, aniž by poskytovali skutečnou uměleckou hodnotu.
Jiní kritizovali čínské performanční umění za to, že je příliš úzce spjato s politickým a společenským kontextem, ve kterém se objevilo, a že je příliš ovlivněno západními uměleckými tradicemi. Někteří tvrdí, že žánr se příliš komercializoval a ztratil svůj původní podvratný a experimentální charakter. Navíc některé konzervativní prvky v čínské společnosti kritizovaly určitá představení za příliš provokativní nebo sexuálně explicitní prvky a volaly po cenzuře takových děl.

## Nejvýznamnější představitelé
- Ai Weiwei
- Ma Liuming
- Sun Yuan & Peng Yu
- Shu Yang
- Wang Xiaoshuai
- Yang Zhichao
- Xie Deqing
- Zheng Lianjie
- Zhu Yu
- Zhang Huan